# Reinhold Saltzwedel

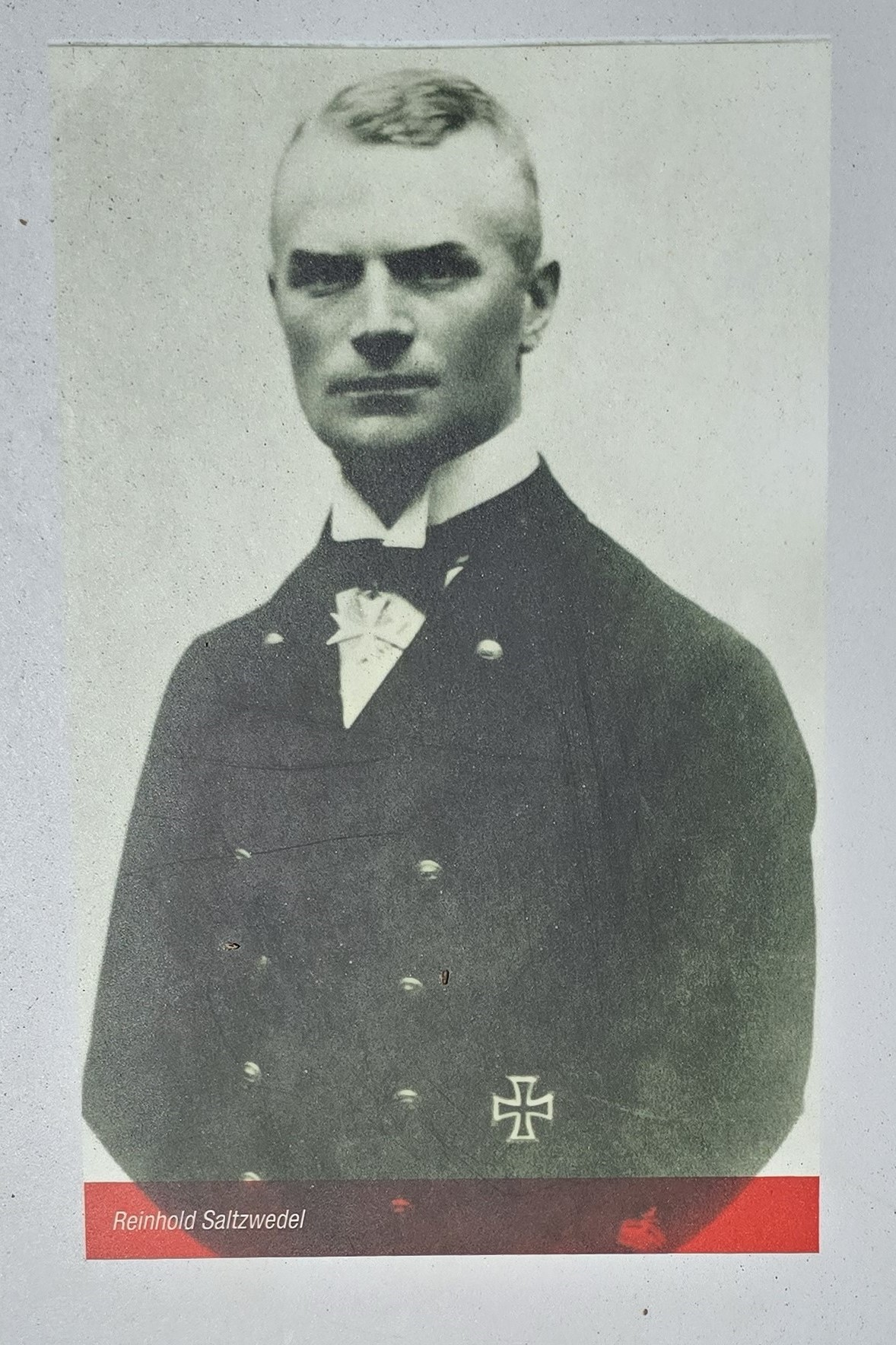
Bild auf Informationstafel im Freilichtmuseum Atlantikwall

Reinhold Saltzwedel (* 23. November 1889 in Rosenberg, Oberschlesien; † 2. Dezember 1917 auf See im Ärmelkanal) war ein deutscher Marineoffizier (Oberleutnant zur See) und U-Boot-Kommandant im Ersten Weltkrieg.

## Leben
Reinhold Saltzwedel wurde am 23. November 1889 in Rosenberg in Oberschlesien als Sohn eines Pfarrers geboren. Er trat in die Kaiserliche Marine ein und war bei Ausbruch des Ersten Weltkrieges Leutnant zur See an Bord des Linienschiffs Kaiser. Hier erhielt er am 19. September 1914 die Beförderung zum Oberleutnant zur See.
Im Mai 1915 meldete er sich auf die U-Boot-Schule und wurde dann zur U-Flottille Flandern in Zeebrugge versetzt, wo er am 13. Januar 1916 das Kommando von UB 10 übernahm (bis 18. Juni 1916). Es folgten Kommandos auf UC 10 (14. bis 26. Juni 1916), UC 11 (12. bis 20. August 1916), UC 21 (15. September 1916 bis 9. Juni 1917), UC 71 (10. Juni bis 13. September 1917) und zuletzt UB 81 (ab 18. August 1917). Auf seiner zweiten Feindfahrt mit diesem Boot starb Saltzwedel am 2. Dezember mit 28 Mann seiner Besatzung, als UB 81 auf eine Mine lief und sank.
Saltzwedel versenkte mit seinen Mannschaften auf 22 Feindfahrten 111 alliierte Handelsschiffe mit insgesamt 170.526 BRT, darunter auch die erfolgreiche britische U-Boot-Falle Dunraven (3.117 BRT) und das Hospitalschiff Donegal (1.885 BRT). Alleine nur mit der UC 71 versenkte er in einem Sommer 61 feindliche Schiffe. Damit war er einer der erfolgreichsten deutschen U-Boot-Kommandanten des Ersten Weltkriegs. Reinhold Saltzwedel war Träger des Eisernen Kreuzes II. und I. Klasse sowie seit dem 20. August 1917 des Ordens Pour le Mérite.
Das größte Torpedo-Opfer war der belgische Passagierdampfer Elisabethville, bewaffnet mit einem 75-mm-Geschütz, der im September 1917 in der Biscaya von UC 71 mit 140 Passagieren und 171 Crewmitgliedern an Bord versenkt wurde. Es war ein dramatischer Kampf: Als der Dampfer-Ausguck das U-Boot entdeckte, versuchte der Käptitän noch auszuweichen und UC 71 zu rammen. Das ging schief. Das Passagierschiff mit einem Schornstein und zwei Masten wurde von nur einem Torpedo an der Steuerbordseite getroffen und ging rund 32 Kilometer vor der Bretonen-Insel Belle-Île unter. 14 Crewmitglieder starben beim Torpedo-Treffer, aber alle Passagiere konnten gerettet werden.
Die 1936 gegründete 2. U-Boot-Flottille der deutschen Kriegsmarine in Wilhelmshaven trug ihm zu Ehren den Namen „Saltzwedel“. Eine Schwimmpier – die Saltzwedelbrücke – des Marinestützpunktes Kiel ist nach ihm benannt.